# Janina Mazierska
Janina Mazierska (ur. 28 stycznia 1948 w Warszawie) – polska inżynier specjalizująca się w zagadnieniach niskostratnych dielektryków i nadprzewodnictwie wysokotemperaturowym.
Studiowała elektrotechnikę na Politechnice Warszawskiej, którą ukończyła w 1970. W 1979 uzyskała stopień doktora. Pracowała na uczelni do 1987 z przerwą na posadę wykładowcy na University of Jos w Nigerii. Następnie przeniosła się do Australii na Uniwersytet Jamesa Cooka gdzie m.in. pełniła funkcje dziekana oraz kierownika Instytutu Informatyki i Nowych Technologii Uniwersytetu Masseya w Nowej Zelandii. W 2007 została dyrektorką Regionu 10 Instytutu Inżynierów Elektryków i Elektroników jako pierwsza kobieta w tej roli. Pomagała również tworzyć sekcje IEEE w Australii, Nowej Zelandii, Wietnamie i Chinach.
Od 2021 była przewodniczącą sekcji historycznej IEEE.
W 2001 otrzymała tytuł IEEE Fellow za wkład w badania dielektryków i nadprzewodników wysokotemperaturowych.